# 26909 Lefschetz
26909 Lefschetz è un asteroide della fascia principale. Scoperto nel 1996, presenta un'orbita caratterizzata da un semiasse maggiore pari a 2,6117556 UA e da un'eccentricità di 0,1755167, inclinata di 12,19684° rispetto all'eclittica.